# Taiyaki
Ne doit pas être confondu avec Takoyaki.
Le taiyaki (たい焼き, littéralement « dorade cuite ») est un gâteau japonais en forme de poisson.
La plupart du temps, il est fourré d’anko, une pâte de haricots rouges sucrés. D'autres garnitures possibles incluent la crème pâtissière, la crème au chocolat et la crème au fromage.

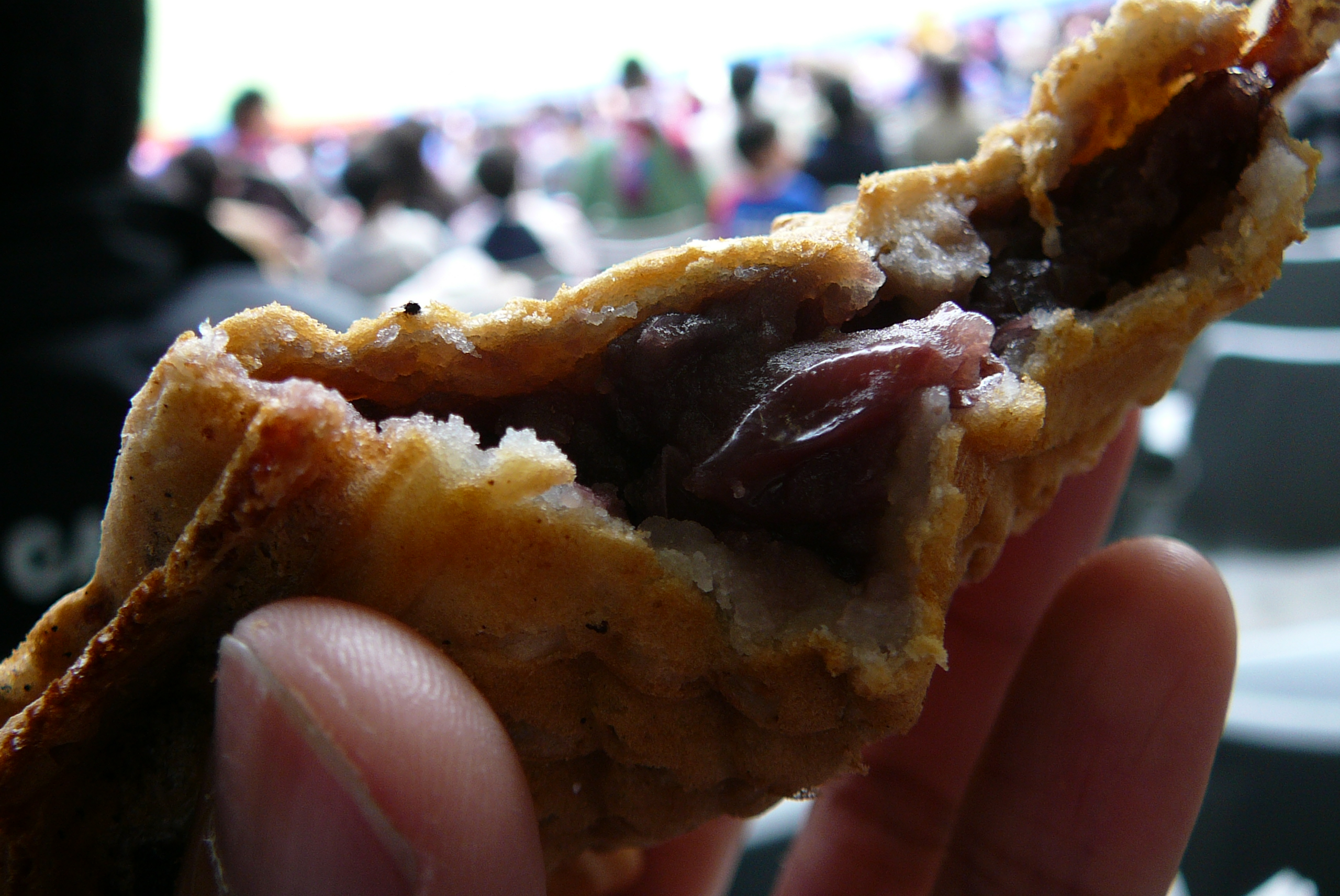
Intérieur d’un taiyaki (anko).

Le taiyaki est fabriqué en utilisant la pâte à pancake ou à gaufres. La pâte est versée dans les deux parties d'un moule en forme de poisson. La garniture est ensuite mise d'un côté du moule puis les deux parties sont refermées. Pour finir, il est cuit des deux côtés jusqu'à ce qu'il devienne doré.
Le premier taiyaki a été cuit dans le magasin Naniwaya dans Azabu à Tokyo, en 1909. On peut en trouver actuellement partout au Japon, particulièrement dans les supermarchés et lors des festivals japonais (祭, matsuri).
Le taiyaki ressemble à l’imagawayaki (今川焼き), un gâteau rond fourré avec de la pâte de haricots rouges sucrés ou de custard (crème pâtissière).

### Autres desserts contenant de la de purée de haricot
- Boule de coco au Sud de la Chine
- dousha bing, dans la culture chinoise
- Mochi, boule de riz gluant japonaise
- Dorayaki, petite génoise japonaise contenir de l'anko.
- Tangyuan, boule de riz gluant en soupe pour la fête des lanternes, en Chine

- Tteokguk boule de riz gluant en Corée